# Brembilla

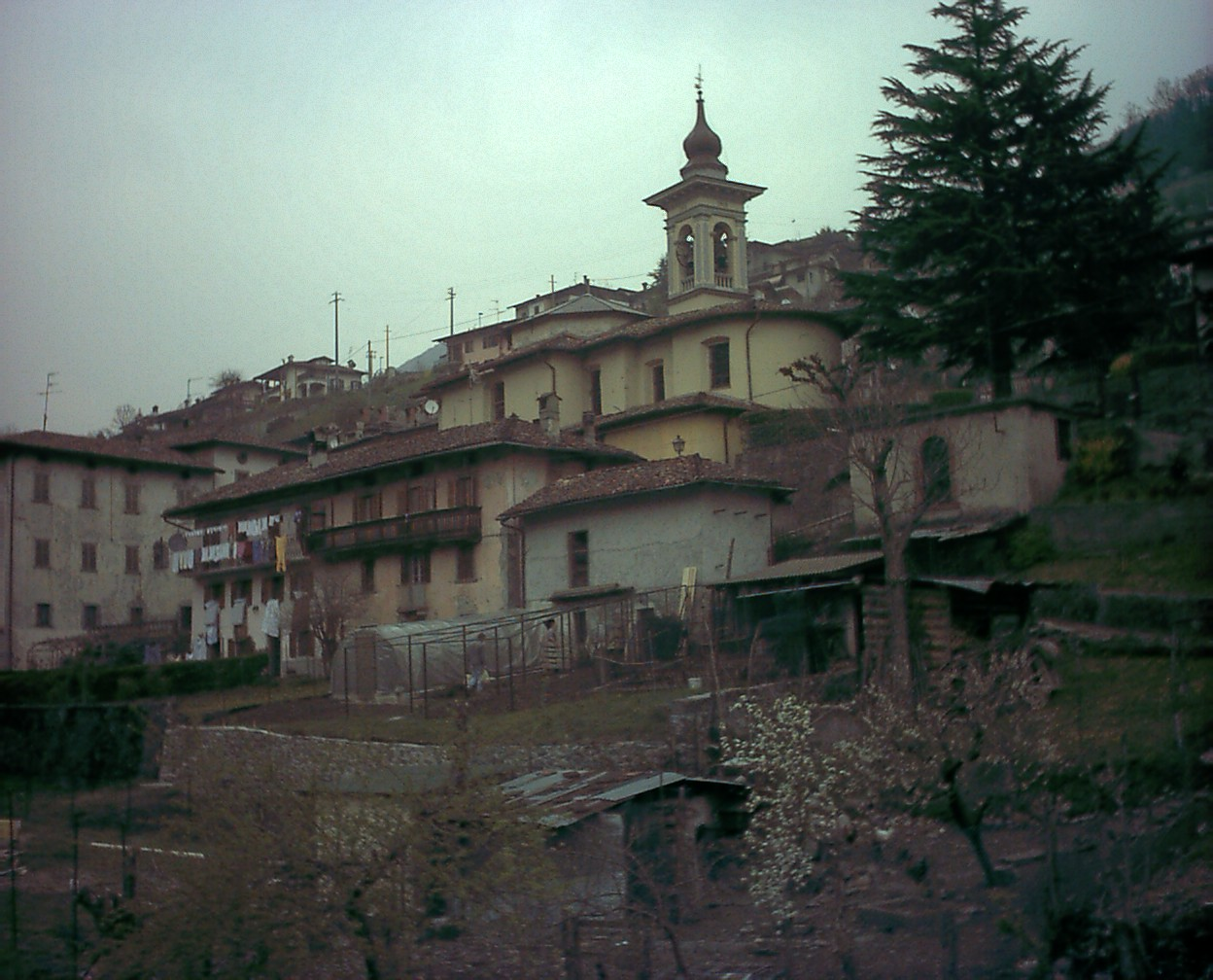
Brembilla

Brembilla ist ein Ort und war eine Gemeinde in der Provinz Bergamo in der italienischen Region Lombardei. Ortsheilige ist Antonius von Padua. Brembilla gehört seit 2014 zur Gemeinde Val Brembilla.

## Geographie
Zur Gemeinde Brembilla gehörten die Fraktionen Abbandonato, Cadelfoglia, Case Fuori, Castignola, Catremerio, Cavaglia, Camorone, Cerro, Laxolo,  Malentrata, San Pietro, Sant’Antonio Torre, Valmoresca und Zardino. Die Nachbargemeinden waren Berbenno, Blello, Capizzone, Corna Imagna, Gerosa, San Pellegrino Terme, Sant’Omobono Terme, Sedrina, Ubiale Clanezzo und Zogno.

## Geschichte
Brembilla schloss sich am 4. Februar 2014 mit der Gemeinde Gerosa zur neuen Gemeinde Val Brembilla zusammen. Die Gemeinde hatte am 31. Dezember 2013 4103 Einwohner auf einer Fläche von 20 km².

## Gemeindepartnerschaft
Partnergemeinde von Brembilla ist Nantua im französischen Département Ain.